# Daily Mail

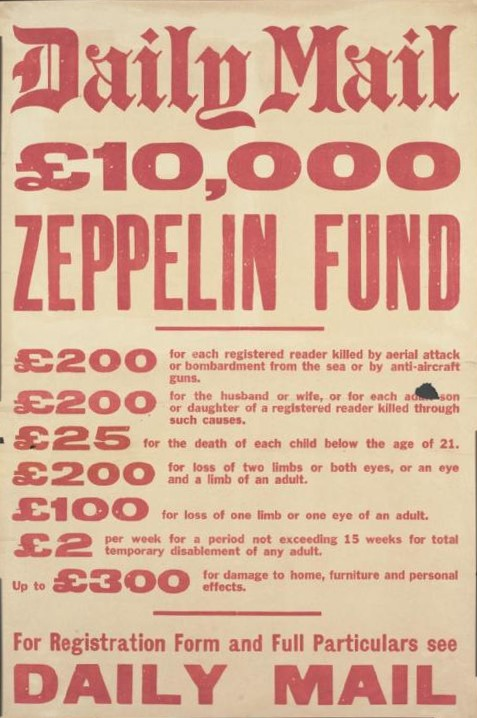
Reclame voor Daily Mail

Daily Mail is een Brits dagblad op tabloidformaat. Het werd opgericht in 1896 door Harold Harmsworth, de 1ste burggraaf Rothermere, en is in handen van de Daily Mail and General Trust. De oplage van de Daily Mail was in 2016 ca. 1,5 miljoen. De krant heeft een zondagseditie, die als The Mail on Sunday verschijnt. Hoofdaandeelhouder van het moederbedrijf is sedert 1998 Jonathan Harmsworth, de 4de burggraaf Rothermere.
De politieke mening van Daily Mail is rechts, conservatief en populistisch.
Naast de gebruikelijke artikelen over politiek, economie, binnen- en buitenlands nieuws en opinie wordt veel aandacht besteed aan sport, roddel, (seks)schandalen waarbij nationale en internationale beroemdheden zijn betrokken, gezondheidstips, make-up, mode en stijl.
Daily Mail wordt soms betiteld als boulevardblad. De krant kent geen zogeheten page-three girl en profileert zichzelf als een krant voor de "middle class" Engelsman. Hij wordt beschouwd als de grootste concurrent van Daily Express. Beide kranten hebben veel gelijkenissen, vooral met betrekking tot het gebruikte lettertype, de politieke kleur, de schrijfstijl en de nieuwsselectie.
Bekende columnisten van Daily Mail zijn Peter Hitchens en Katie Hopkins.

## Varia
In februari 2017 hebben de redacteuren van de Engelstalige Wikipedia na een stemming besloten om artikelen van Daily Mail niet langer meer toe te staan als bronvermelding in Engelstalige Wikipedia-artikelen, daar de artikelen van deze krant door hen als 'in het algemeen onbetrouwbaar' werden geacht.